# Ladislau Lovrenschi
Ladislau Lovrenschi (født 21. juni 1932 i Timișoara, Rumænien, død 2011) var en rumænsk roer og dobbelt olympisk medaljevinder.
Lovrenschi var en del af den rumænske toer med styrmand, der vandt bronze ved OL 1972 i München. Han var styrmand i båden, hvor Ștefan Tudor og Petre Ceapura var roerne. Rumænerne sikrede sig bronzemedaljen efter en finale, hvor Østtyskland vandt guld, mens Tjekkoslovakiet fik sølv. Hele 16 år senere, som 56-årig, var han styrmand i rumænernes firer med styrmand, der fik sølv ved OL 1988 i Seoul. Han deltog også ved både OL 1968 i Mexico City og OL 1980 i Moskva.
Lovrenschi, Ceapura og Tudor vandt desuden en VM-guldmedalje i toer med styrmand ved VM 1970 i Canada.

## OL-medaljer
- 1988:  Sølv i firer med styrmand
- 1972:  Bronze i toer med styrmand